# Ócu

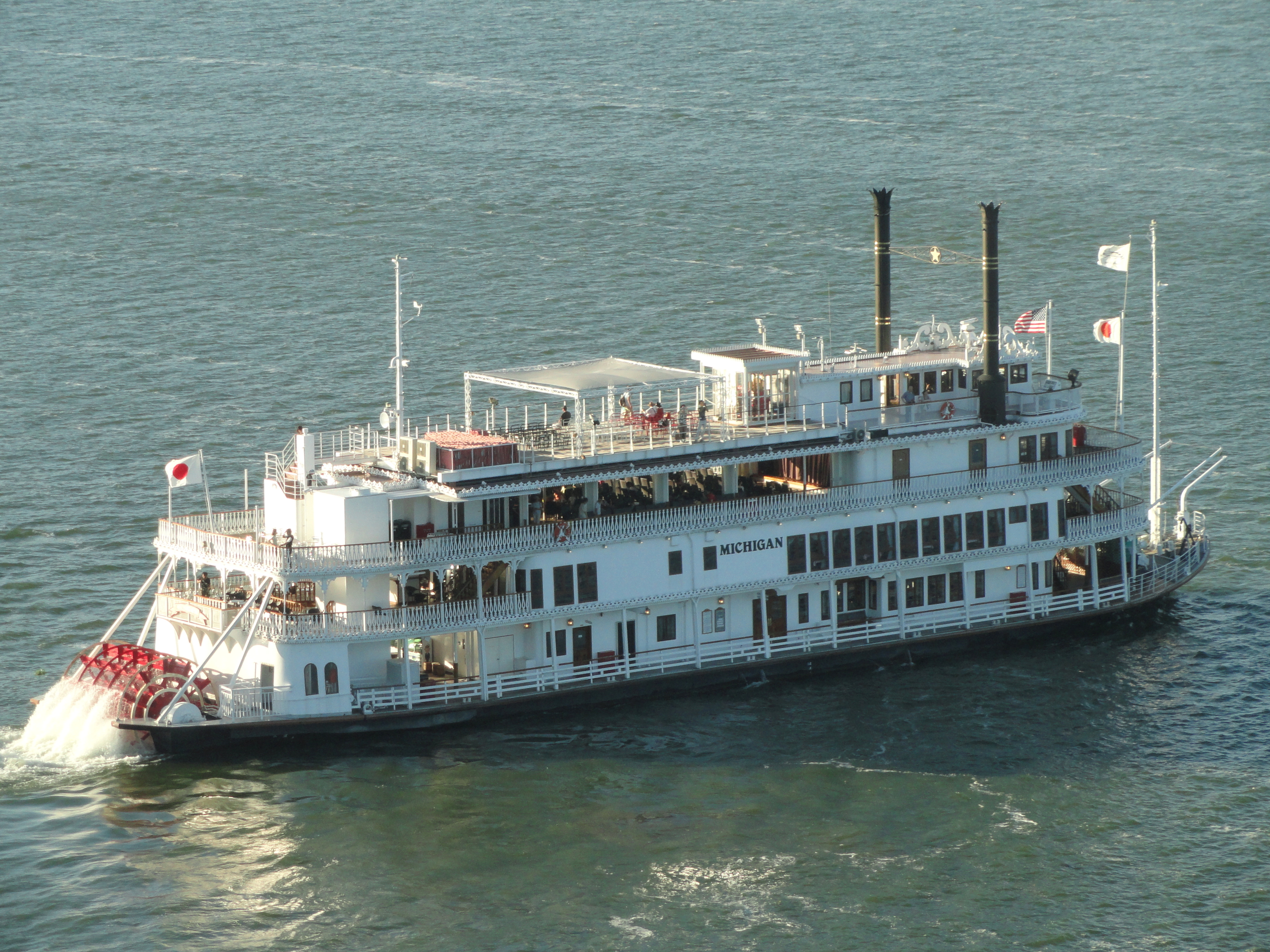
Z Ócu vyplouvá Michiganský kolesový parník k vyhlídkovým plavbám na jezero Biwa

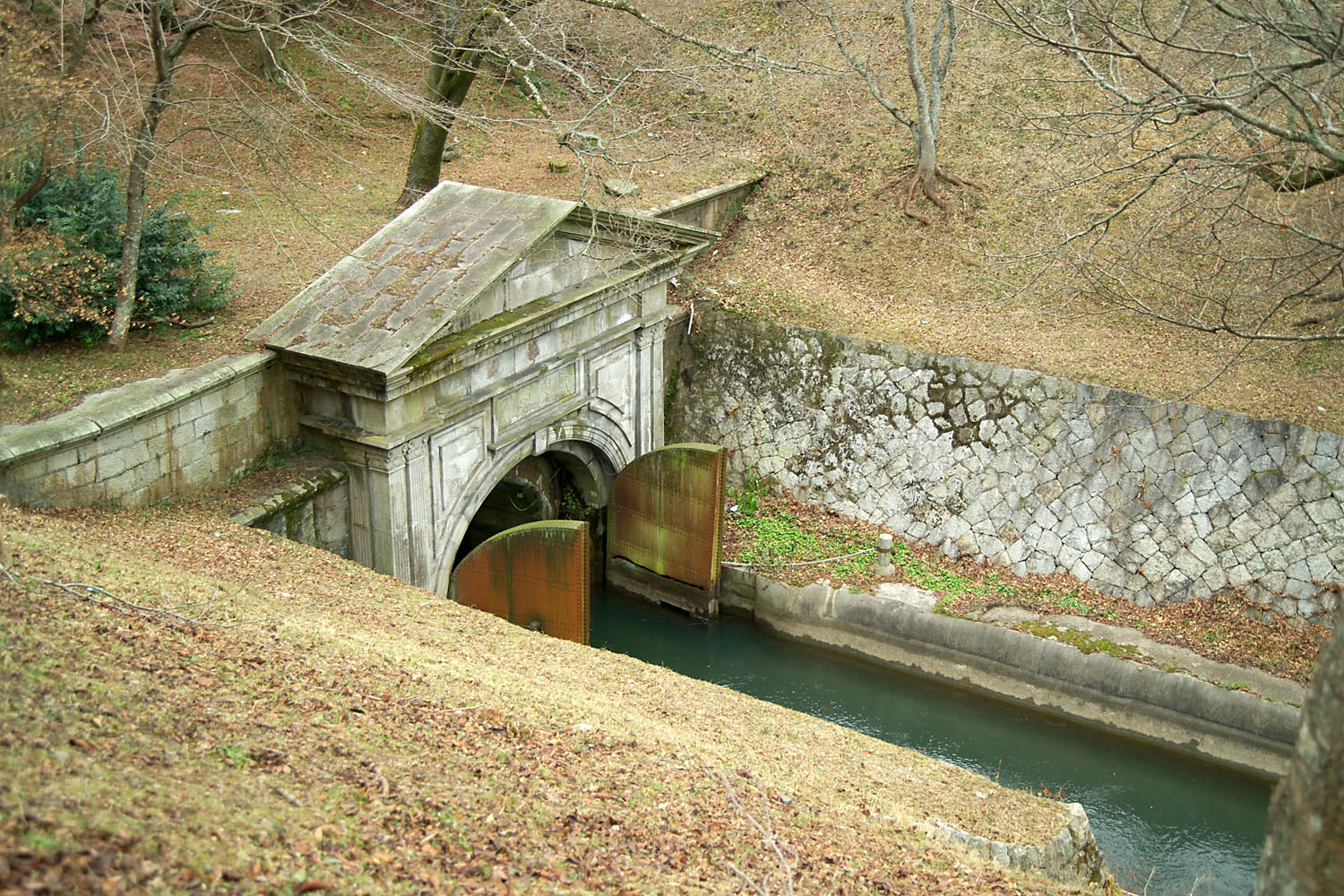
Začátek Biwako Sosui, vodního kanálu, který odvádí vodu z jezera Biwa do blízkého Kjóta

Ócu (japonsky: 大津市, Ócu-ši) je hlavní město prefektury Šiga v Japonsku.
Podle odhadu z roku 2003 má město 296 387 obyvatel a hustotu osídlení 980,34 ob./km². Celková rozloha města je 302,33 km².
Ócu získalo statut města 1. října 1898.
Ócu leží na jihozápadním břehu jezera Biwa, největšího jezera v Japonsku.
Od roku 1994 jsou některé památky na území města spolu s několika dalšími památkami v Kjótu zapsány na Seznamu světového dědictví UNESCO pod názvem „Historické památky starobylého Kjóta (Kjóto, Udži a Ócu)“.

## Partnerská města
- Lansing, Michigan, USA
- Würzburg, Bavorsko, Německo
- Interlaken, Bern, Švýcarsko
- Mu-tan-ťiang, Chej-lung-ťiang, Čína
- Kumi, Severní Kjongsang, Jižní Korea